# Alter Hof

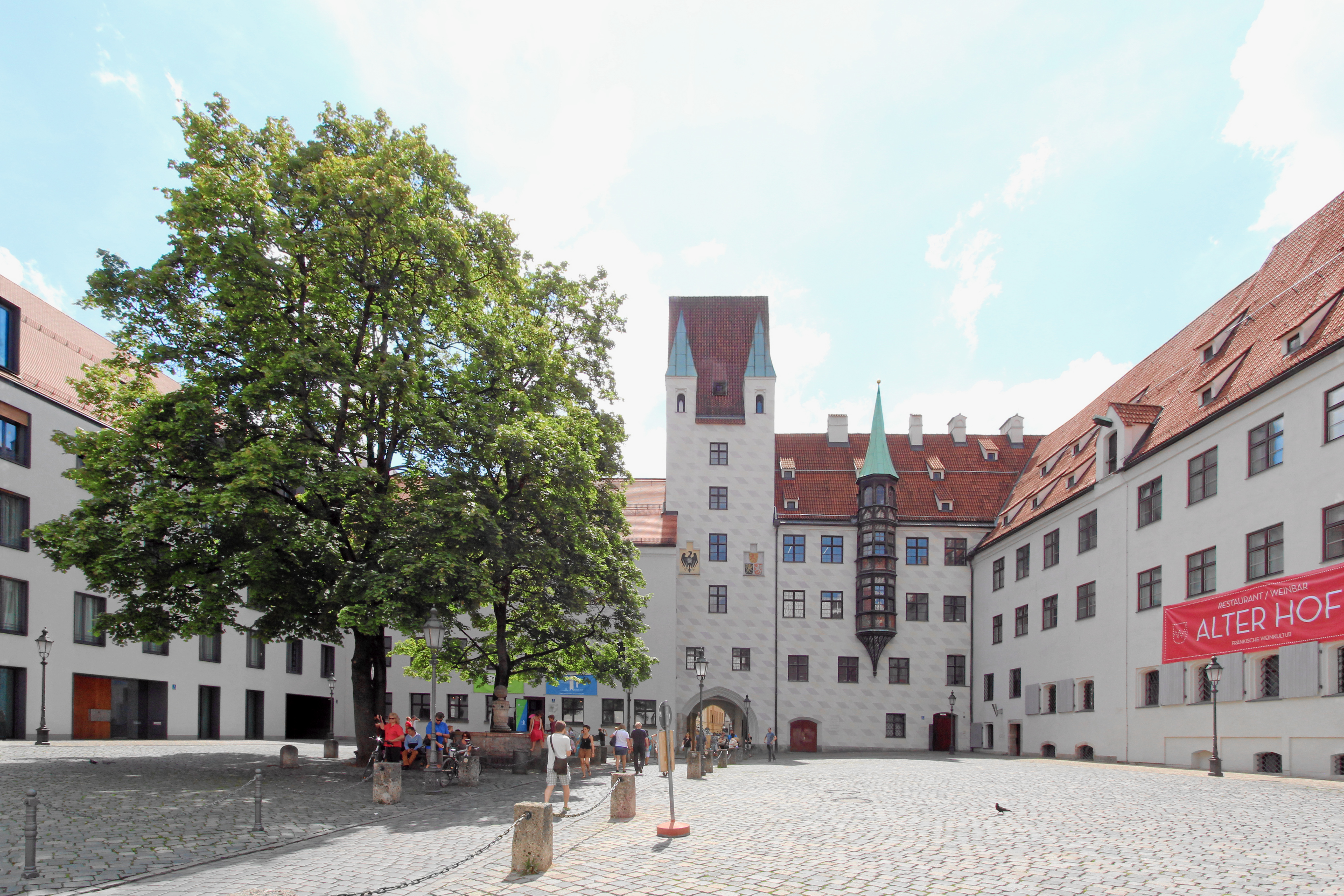
Alter Hof

Alter Hof (dříve známý jako Alte Veste) byl původní panovnický dvůr, který se nacházel v dnešním centru Mnichova. Byl to městský hrad  („Stadtburg") bavorských vévodů a vznikl ke konci 12. století. Od roku 1255 se stal sídlem vévodů Horního Bavorska, později celého Bavorska. Roku 1314 byl zvolen hornobavorský vévoda Ludvík římským králem a vládl jako Ludvík IV. Bavor. Roku 1328 pak byl korunován na císaře Svaté říše římské a Alter Hof mu sloužil jako císařská rezidence („Kaiserresidenz"). Komplex budov ve Starém městě („Altstadt") se skládá z pěti křídel: Burgstock, Zwingerstock, Lorenzistock, Pfisterstock a Brunnenstock. Na severní straně se nachází oblouková brána („Torbogen"), kterou je Alter Hof spojen se starou mincovnou, která kdysi sloužila jako umělecká síň vévodů („Kunstkammer") a také jako konírna („Marstall"). Na severní straně byla také hradní kaple („Lorenzkapelle"). Ta však byla roku 1806 uzavřena a v roce 1816 zbořena.

## Historie
Nálezy z vykopávek dokazují, že se na dnešním místě na konci 12. století nacházel hrad. Byl obehnán cihlovou zdí asi 1,80 m silnou za obvodovým příkopem a zřejmě se v něm nacházelo několik jednopodlažních dřevostaveb o šířce asi 4 metry. Vchod byl pravděpodobně na západní straně.
Sídlem rodiny Wittelsbachů byl od 13. do 15. století. Po prvním rozdělení země v roce 1255 byl nejprve využíván vévodou Ludvíkem II. V té době pravděpodobně vznikl dosud stále existující jižní přístup. Starší vstup na západní straně byl později zrušen. Brána z období kolem roku 1255 byla vykopávkami nalezena pod současnou jižní věžovou bránou.
Dědic hradu z roku 1294, Ludvík IV. Bavor, získal v roce 1314 jako první Wittelsbach římsko-německý královský trůn. Roku 1328 byl pak ještě korunován Římany na císaře a z Itálie do Bavorska se vrátil v roce 1330. Byl to první císař, který si za svou rezidenci zvolil hrad Alter Hof.
Kolem roku 1300 vznikaly první kamenné obytné budovy. V té době byla obytná část hradu v jeho jihovýchodním křídle (östlicher Burgstock) a s pozdějšími dostavbami dodnes existuje (klenby z druhé poloviny 15. století). Kostelík Lorenzkapelle u severní zdi hradu byl nahrazen kolem roku 1324 (nápis) novým prostorným kostelem. V něm byly až do roku 1350 uloženy korunovační klenoty. V roce 1327 byl při požáru Mnichova postižen také vévodský hrad („Herzogsburg"). V roce 1364 byly ve hradu čtyři kamenné domy.

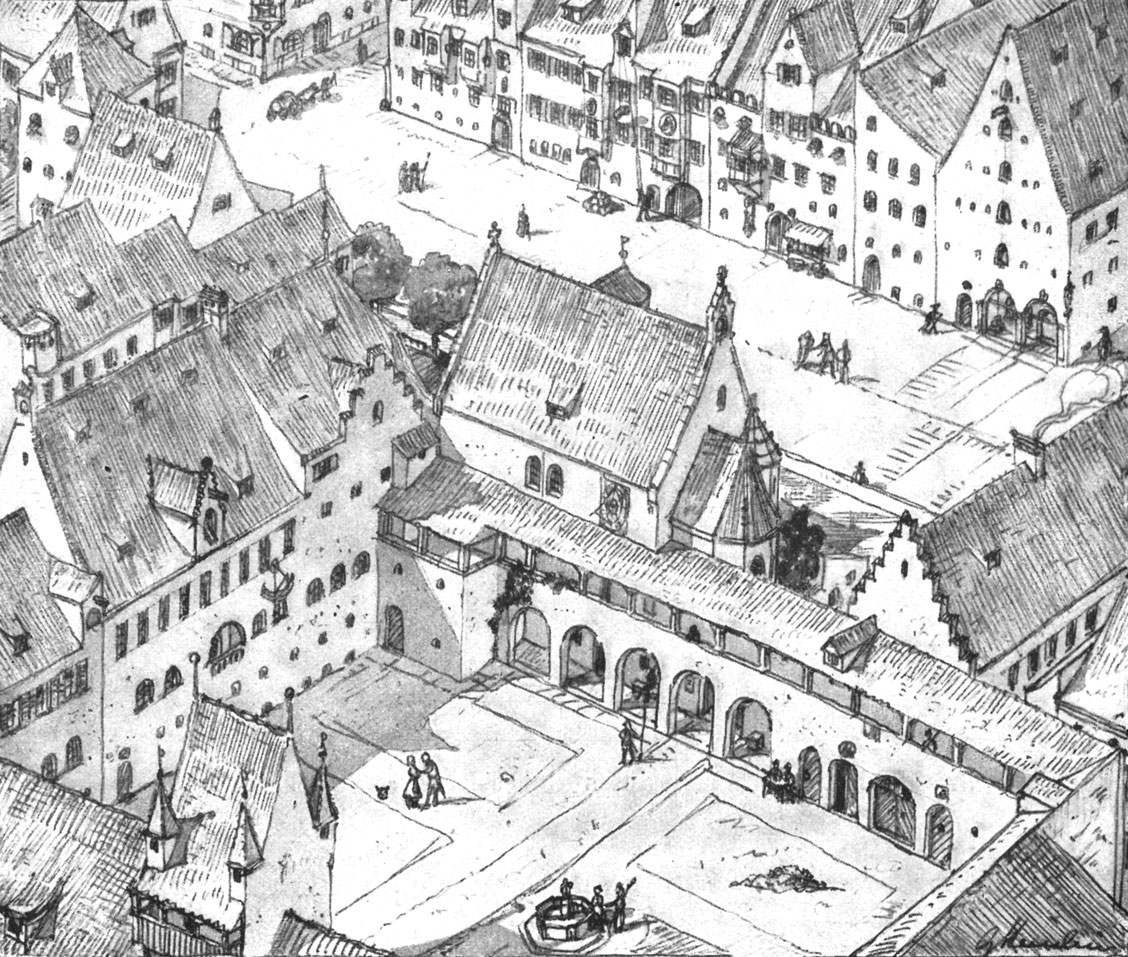
Alter Hof s kostelem Lorenzkapelle, kolem roku 1570

Ve druhé polovině 15. století byl Alter Hof (jakožto knížecí sídlo) zejména za vévody Siegmunda rozsáhle rozšířen. Na západní straně vznikly velké, částečně ještě zachovalé, střešní konstrukce hradní části Zwingerstock a na jižní straně v západní části hradu (Burgstock) vznikl polygonální arkýř. Uvnitř byl kolem roku 1465 významný obrazový cyklus předků Wittelsbachů jako monumentální nástěnná malba (dnes částečně v Bavorském národním muzeu). Když ve hradu Alter Hof na konci 15. století žil vévoda Siegmund, prováděl tam další stavební změny, včetně maleb na nádvoří s kosočtvercovými vzory. V té době již existovala druhá rezidence, Neuveste. Tu postavil v roce 1385 vnuk císaře Ludvíka, Johann II. Stála na místě, kde je dnes lékárenské nádvoří rezidence. V první polovině 16. století vévoda Vilém IV. knížecí sídlo do nového hradu Neuveste přestěhoval.

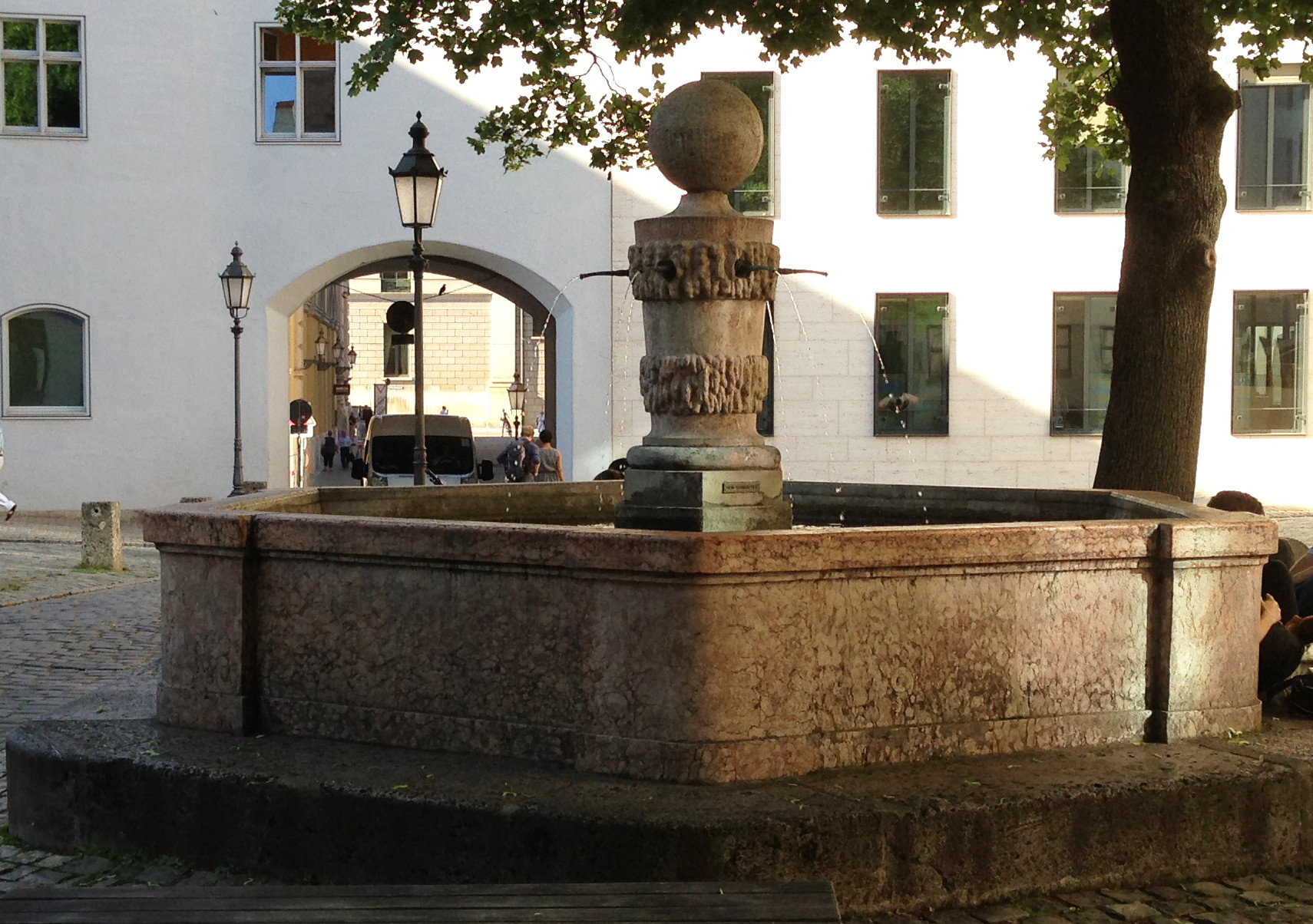
Alter Hof, kašna na nádvoří, klasicismus, 1785.

V průběhu historie se Alter Hof stal sídlem penzijního úřadu („Rentenamt") a různých daňových úřadů. V roce 1591/92 byl postaven Pfisterstock s ozdobnými štíty typickými pro renesanci. Je připisován Wilhelmu Egklovi. V první polovině 17. století vznikl pivovar („Bräuhaus") a pivovárenský úřad („Bräuamt"). Od konce 18. století jsou pojmenovány jako Brunnenstock. Ten pak byl v letech 1831/32 nahrazen postavením nové budovy, na starých základech, pro daňovou katastrální komisi. Architektem byl Georg Friedrich Ziebland. Kostel Lorenzkapelle byl uzavřen v roce 1806 a zničen v roce 1816. Věž byla odstraněna, ale později opět postavena. Místo kostela byl v letech 1816/19 postaven podél hradního příkopu („Hofgraben") klasicisticky členěný Lorenzistock. Stávající kašna uprostřed nádvoří je raně klasicistická (1785). Během druhé světové války byly budovy částečně zničeny, avšak po roce 1950 na severní a východní straně znovu postaveny. Západní křídlo má stále staré střechy i četné historické detaily.

## Sanace a nové stavby

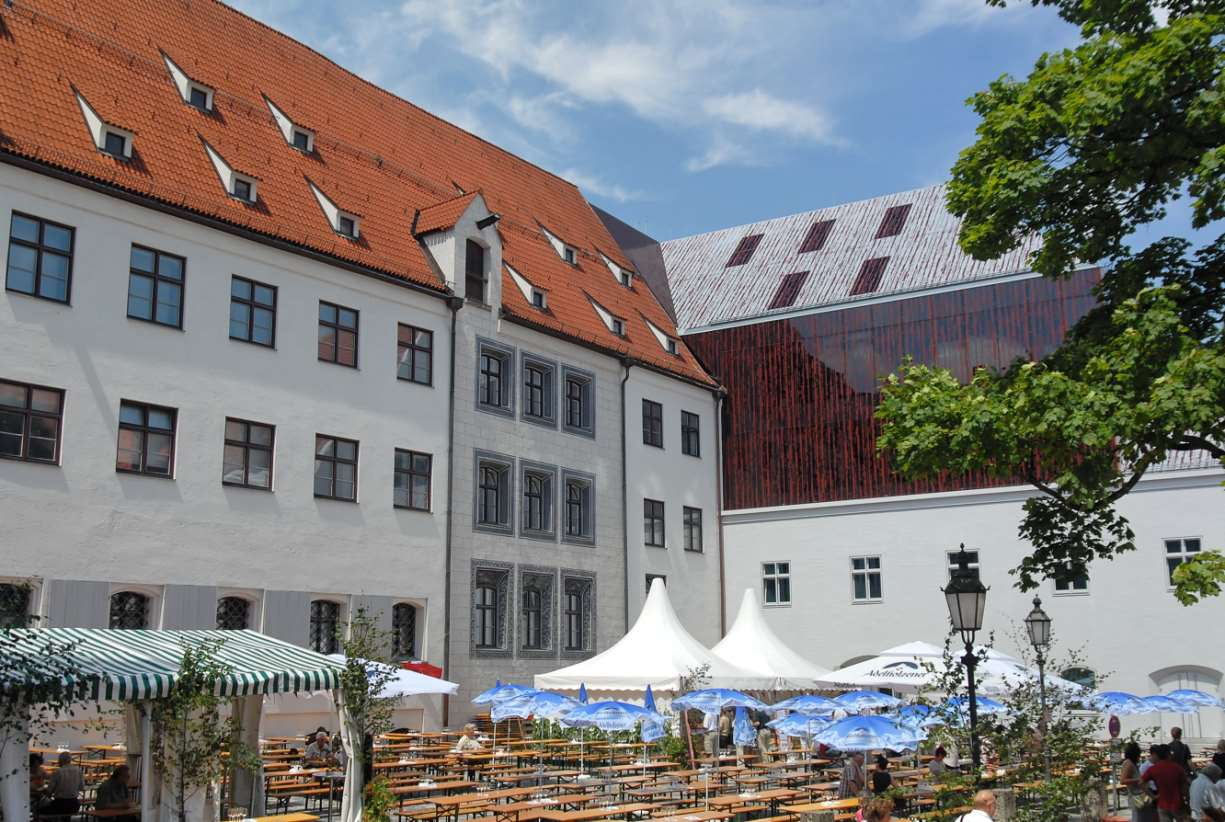
Lorenzistock

Obě monumentální budovy hradu Alter Hof - Burgstock a Zwingerstock - byly zrekonstruovány Bavorským státem. Za tuto sanaci obdržel Alter Hof roku 2004 cenu města Mnichov. („Fassadenpreis der Landeshauptstadt München 2004").
Budovy v křídlech Lorenzistock, Pfisterstock a Brunnenstock byly postaveny v roce 2001 soukromým investorem. Původní domy Brunnenstock a Pfisterstock (domy na Alter Hof 5 a 6) byly zbourány a podle plánů architektonického ateliéru Auer + Weber + Associierte opět nově postaveny. Lorenzistock byl přestavěn podle návrhů profesora Petera Kulky. Novostavby dostaly cenu za péči o panoráma města Mnichov („Preis für Stadtbildpflege der Stadt München 2008").

## Turismus
V západní části budovy na Dienerstraße provozuje společnost Manufactum svůj mnichovský obchodní dům se zásilkovým obchodem. Jsou tam také francké vinárny Lump, Stein a Küchenmeister (pojmenované podle slavných bavorských vinic). Od roku 2006 se ve východní části budovy na Sparkassenstraße nachází pošta, která nahrazuje bývalý hlavní poštovní úřad na Residenzstraße.

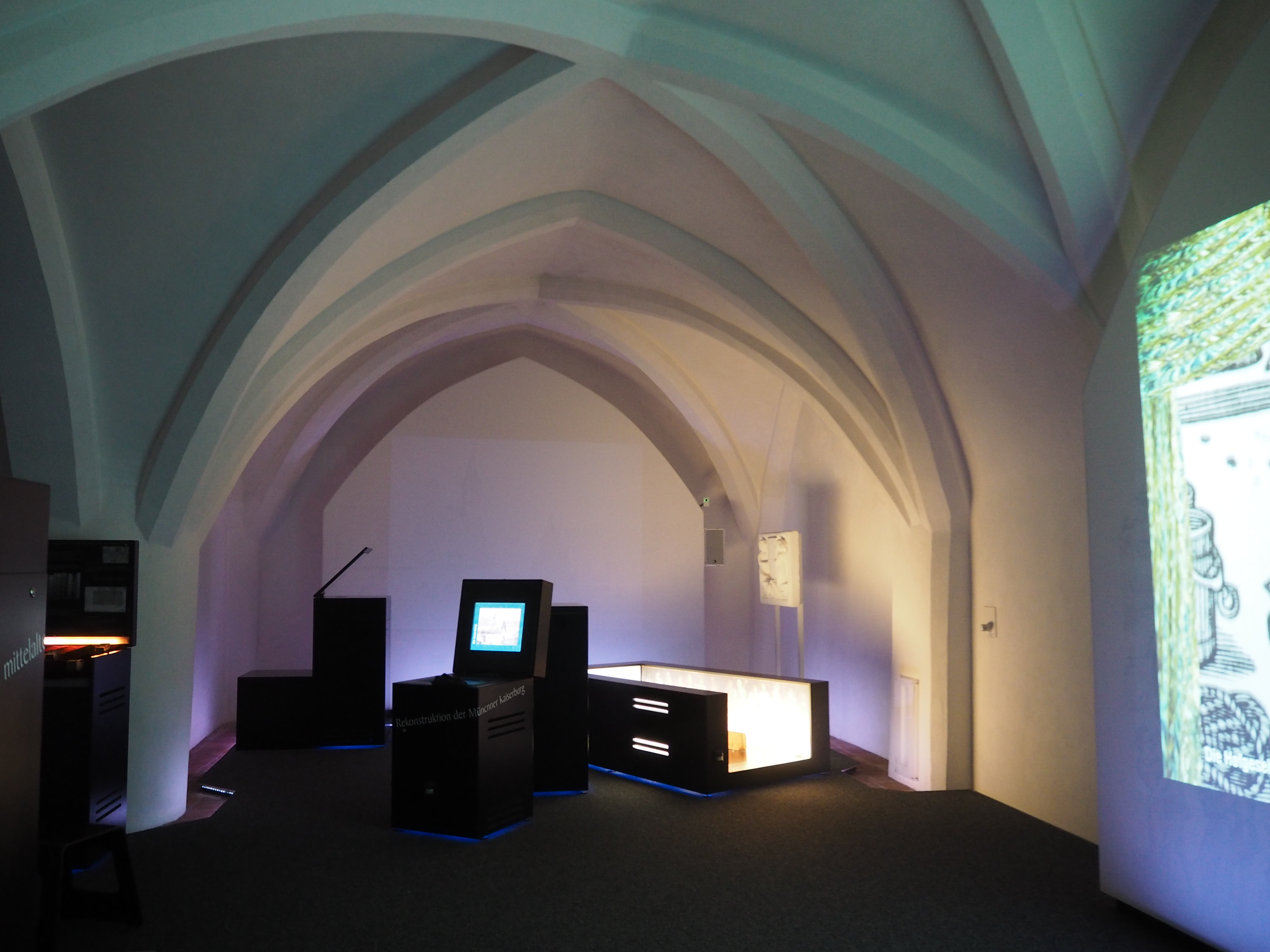
Suterénní klenba z roku 1480 v muzeu Münchner Kaiserburg (východní Burgstock)

V křídle Burgstock sídlí Zemský úřad pro nestátní muzea v Bavorsku („Landesstelle für die nichtstaatlichen Museen in Bayern"), Informační kancelář pro muzea a hrady v Bavorsku („Infopoint Museen und Schlösser in Bayern") a od května 2007 také výstava Münchner Kaiserburg. Výstava se nachází v gotickém suterénu z roku 1300 (klenba byla přidána později ve druhé polovině 15. století). Je přístupná přes Informační kancelář a otevřená ve všední dny a v sobotu od 10 do 18 hodin. Na Burgstocku je gotický arkýř, ze kterého podle pověsti opice z vévodského zvěřince unesla malého Ludvíka Bavorského a teprve po dlouhém přesvědčování jej znovu přivedla zpět do hradu. Arkýř se proto lidově nazývá opičí věž („Affenturm").

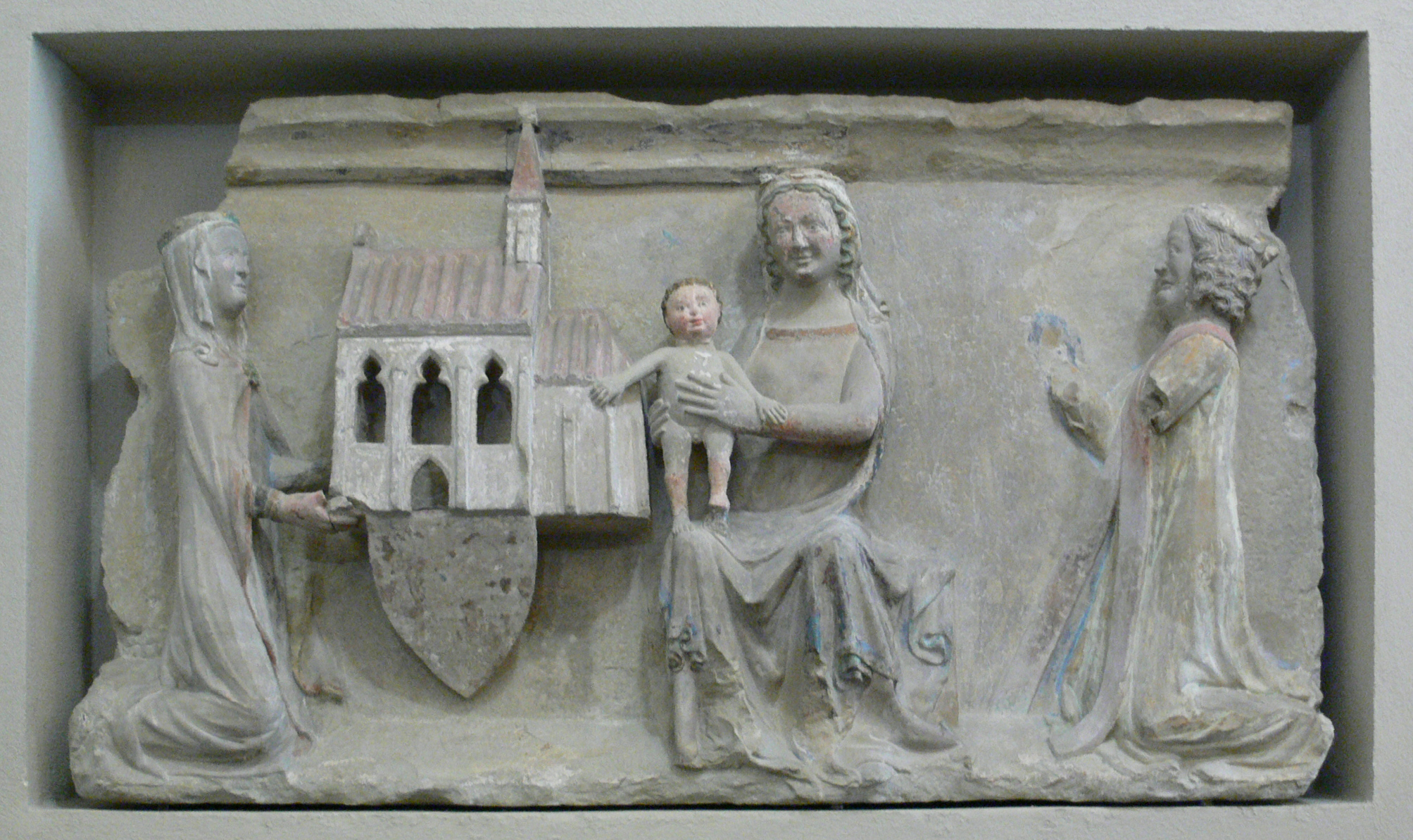
Zakladatelský reliéf Lorenzkapelle z roku 1324, král (císař) Ludwig IV. a jeho manželka Margarethe von Holland. Uprostřed Matka Boží s děťátkem.

Na severní straně chrámové lodi Lorenzkapelle byla od roku 1324 připevněna pamětní deska zakladatelů („Stiftertafel"). Byl to reliéf představující císaře Ludvíka a jeho druhou manželku Margaret z Holandska a uprostřed trůnící Matku Boží s dítětem. Freska, která byla po roce 1460 určena pro sál předků („Ahnensaal") v Alter Hof zobrazuje předky wittelsbachských vévodů s erbem. Nyní se nacházejí v Bavorském národním muzeu.